# Người Việt tại Bulgaria
Người Việt (tiếng Bulgaria: виетнамци, vietnamtsi) tại Bulgaria là một cộng đồng nhỏ của Việt kiều có số lượng lớn nhất vào những năm 1980. Vào năm 2005 thì cộng đồng có khoảng 1.500 người sống chủ yếu ở thủ đô Sofia.

## Người Việt nổi bật
- Ulyana Chan Vin, diễn viên
- Ani Hoang, ca sĩ.